# Circesium
Circesium est une ville antique de l'Osroène, identifiée aujourd'hui avec la localité d'Al-Busayrah, sur la rive gauche de l'Euphrate, à la confluence du Khabour. Elle a été longtemps identifiée à tort avec Karkemish, une des capitales de l'empire Hittite.
Fondée par Dioclétien et restaurée par Justinien, la cité antique a remplacé une ville encore plus ancienne, appelée Sirhi dans les textes assyriens.
Elle devint un évêché suffragant de celui d'Édesse, dont on connait cinq évêques : 
- Jonas, présent au concile de Nicée ;
- Abramius, présent au concile de Chalcédoine ;
- Nonnus ;
- David, présent au concile de Constantinople (536) ;
- Thomas (553).